# Bernhard Herschel
Bernhard Herschel  (* 23. Dezember 1837 in Emmerich; † 20. Oktober 1905 in Mannheim) war ein deutscher Kaufmann und Mannheimer Stadtrat.

## Leben

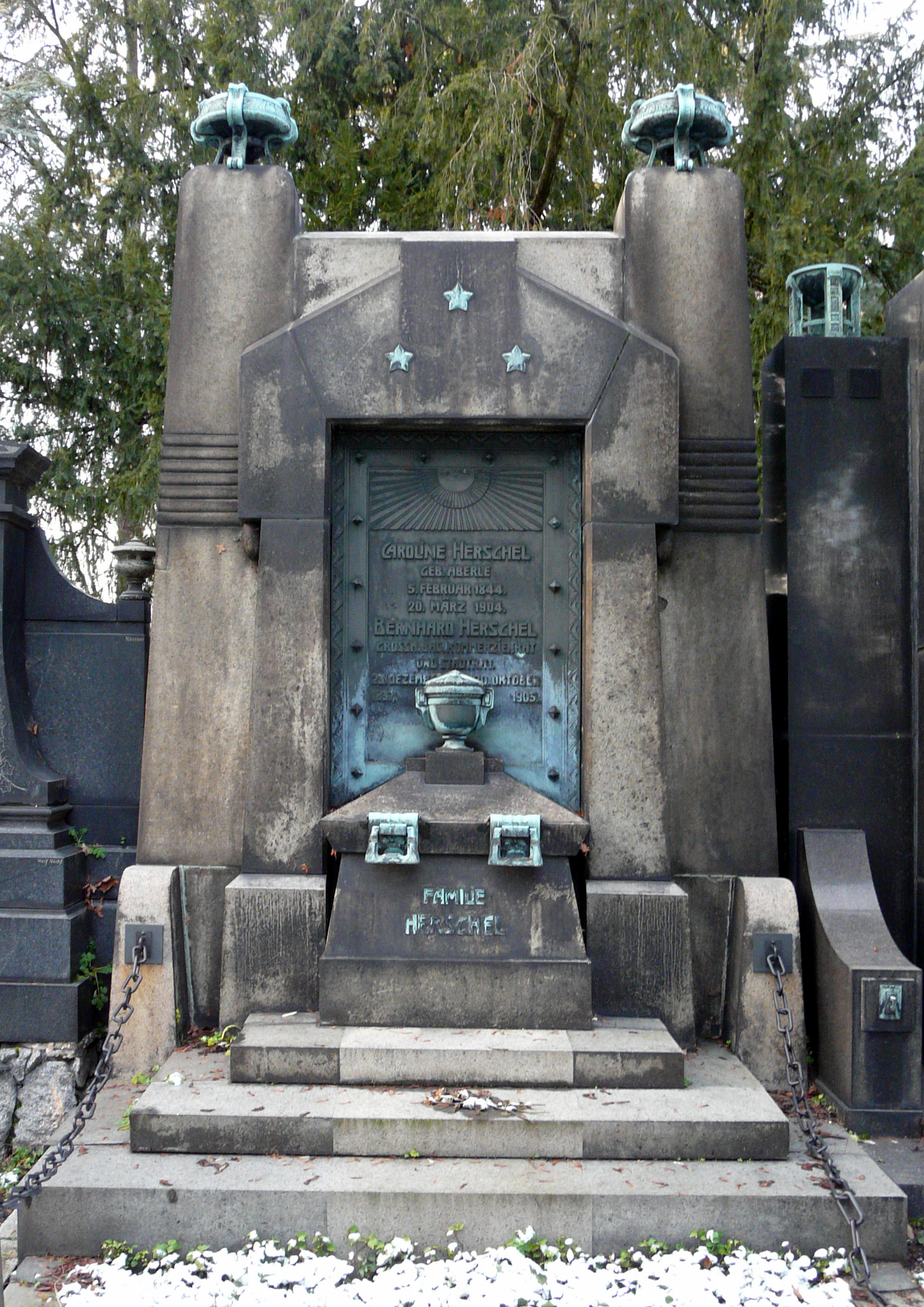
Grabstein von Bernhard Herschel und seiner Frau auf dem jüdischen Friedhof in Mannheim

Bernhard Herschel war der jüngste Sohn des aus Amersfoort stammenden jüdischen Kaufmanns Simon Jesaias Herschel und Minna Herschel, geb. Moses. 1861 gründeten er und sein Schwager Enthoven eine Tabakgroßhandlung in Amsterdam. 1865 eröffnete die Firma ein Kontor durch Bernhard Herschel in der im internationalen Tabakgeschäft traditionell bedeutenden Handels- und Binnenhafenstadt Mannheim. Der Firmensitz befand sich seit 1872 in den damals von Herschel erworbenen stattlichen Anwesen B1, 5 an der Breiten Straße. Er stiftete kurz vor seinem Tod eine halbe Million Goldmark für die Errichtung einer Schwimmanstalt, des Herschelbades.
Herschel war Mitglied der Freimaurerloge Carl zur Eintracht in Mannheim, er wurde auf dem Jüdischen Friedhof Mannheim bestattet.